# 中央集権
中央集権（ちゅうおうしゅうけん、英語: centralization）とは、
- 狭義では、行政や政治において権限と財源が中央政府に一元化されている形態。
- 広義では情報収集と決定権が本社（本部）に一元化されている組織。

対義語は行政や政治では地方分権、その形態では連邦制など。その他の分野では分権組織など。

## 特徴
中央集権の行政システムや組織では、組織全体から収集した情報を基に、一極の意思決定組織が全体を統括・管理する。
ピラミッド型の階層が形成されることが多く、上層が財源や決定権を持ち、下層になるほど機能が細分化されたり、財源や決定権が小さく制限され、上下方向の統制がより強化されたりする傾向を持つ。
また、上意下達と情報収集の機関として中間組織が形成される。特に、行政における中央集権では出先機関が多く設置される。
このような形態を採る行政制度や組織の特徴はおおむね次の通りである。

### 長所
- 上層部においては全体的な情報を吸い上げることが容易であり、全体において何が起きているかを把握することが容易である。また、多くの情報を基に、全体一律に命令を下すことも可能である。
- 命令の上意下達や、権限の優先順位も決まっているため、決定と実行の間の確実性が高まり、責任の所在も明確になる。
- 全般に、少数の意思決定者には行動の自由度が高まる。
- 統一的な判断により、規模の経済が発揮される。

### 短所
- 情報を吸い上げる能力が低下したり、上層の判断能力が低下したりした場合には機能不全に陥る。下部組織（支社、営業所など）は決定権を持たないため、中央組織（本社）が健全に機能することが運営上の必要条件である。
- 「大から小へ」の序列になるので、特に、政治・行政においては上層（国家）の立場や決定権が優先され、下層（都市や村落）の立場や決定権が軽視されやすい。そのため、業務が画一的になりやすく、個別案件への柔軟な対応が難しくなりがちである。
- 現場に委ねられる責任と権限が限定されるため、横方向（組織間など）の連繋が希薄になり、組織横断的な業務では情報伝達の阻碍、業務の遅延、非効率化が起こりやすい。これは俗に「縦割り行政の弊害」などと呼ばれる。
- 地方と中央との間で情報格差や経済格差が顕著に表れることが多い。

## 歴史
歴史は一般的に中央集権と地方分権の循環である。傾向としては、
1. 多数の勢力が分立して、その中で大きな力を持つ者が現れる。
2. 他の勢力を支配下に収める。
3. 中央集権国家が形成される。
4. 中央によって形成された下部組織の中に、有力な者が現れる。
5. 中央の権限が縮小し、多数の勢力へ分散される。

という循環が多くみられる。
近代以前に成立した中央集権国家では最高権力者を国王などとする君主制国家が構成されている場合が多い。一方、現代に成立した国家では最高権力者を大統領などとする共和制国家が形成される場合が多い。国王（王家）の存在は、その国が中央集権体制である、あるいはかつて中央集権体制であったことの表れであるが、共和政国家については必ずしも分権国家であるとは限らない。
中央集権国家の典型は、第二次世界大戦以前のフランスや大日本帝国憲法時代の日本などである。先進国において最も中央集権的な国家とされたフランスでも、1946年の憲法で地方自治体の行政運営の原則が明記され、1980年代以降は中央政府から地方への権限委譲が進められており、現代において典型的な中央集権国家は少ない。

## 日本
日本において中央集権国家が成立した時期は律令制の時代や明治維新の時代が代表的である。中央集権型政権は、律令時代では古代（本拠地：飛鳥、大津京、奈良、京都など）、明治維新期には明治政府（本拠地：東京）がこれに当たる。

### 中央政府の所在地

#### 律令時代（特に奈良時代）
- 中央政府：奈良
- 上位出先機関：大宰府、多賀城
- 下位出先機関：国府所在地

律令時代には五畿七道と令制国という地方区分が設けられた。だが、行政権を持った道は大宰府が治める西海道だけで、行政権を持った単位は令制国と郡であった。

#### 明治維新以降
- 中央政府：東京
- 上位出先機関：中央省庁の「○○地方△△局」
- 下位出先機関：県庁所在地

「○○地方」という呼称は存在するが、「○○地方」の範囲は五畿七道のように統一されておらず、中央省庁によってバラバラである。また、地方公共団体の単位の定義すら、明記・統一がされていない。

### 現状
現在の日本は日本国憲法で地方自治がうたわれ、首長公選制や地方議会の設置など分権的な制度も組み合わされているため、典型的な中央集権制ではない。地方自治体の職務には国の事務を代行して行う機関委任事務の比重が大きく､中央政府の「出張所」のようになっていると批判もあった。現在､地方分権を推進する観点から機関委任事務は法定受託事務に再編され、法定受託事務とされたものについても、地方分権を推進する観点から検討を加えるとされている。一方で、経団連会長の奥田碩や諸井虔などが主導し、中央が財源と権限を持ったまま、地方を「出張所」のような位置付けで地方分権を進めようとしている。総務省主導で行われている上からの市町村合併や道州制推進は、地方分権の掛け声とは裏腹に中央集権の再編強化につながっていると批判されている｡

## 近代中央集権国家の成立
近世以前のヨーロッパでは、長く分権的封建制度が支配的であった。近世ヨーロッパで中央集権国家が現れたのは､王が強大な権力を持って中央集権化を実現した絶対王制の時代である。16世紀から17世紀にかけてイングランドのテューダー朝、フランスのブルボン朝などが中央集権的な体制を築き､強力な官僚機構と常備軍（近衛兵）によって国家統一を成し遂げた。18世紀末､フランス革命において中央集権的な国民国家が成立した。19世紀ヨーロッパでは、フランスに代表される中央集権的な国家と、ドイツのように国民国家成立後も前近代的体制をある程度保存し､分権的体制を維持する国家に分かれた。
当時の名残は現在も残り、フランスが現在でも先進国では最も中央集権的な国家であるのに対し､ドイツは連邦制の地方分権国家である。ただし、上述のように第二次世界大戦後のフランスが地方分権化を進めた一方、第二次世界大戦後のドイツ連邦共和国は過去のドイツ帝国の中央政府より連邦政府の権限がはるかに大きくなっているため、中央集権主義と地方分権主義の折衷が各国で模索されている状況にあるといえる。

## 現在の中央集権国家
現在の代表的な中央集権国家とその政体は以下の通り。
- フランス：共和制。先進国の中で最も強固な中央集権国家であるとみなされ、その態様は、かつて『セーヌの右岸に全ての権限を集中させている』などと形容されている。
- 日本：昭和憲法下の民主制。また日本語においては、「政府」という語は中央政府のみを指すことが多く、地方政府や官吏・首長を指すことがないことも中央集権の現れである。
- 中国：共和制（ただし、一国二制度がとられており、中国本土と香港・マカオの特別行政区による連邦制ともみなしうる。中国共産党による一党制。サルトーリの分類に従えばヘゲモニー政党制。）
- 韓国：共和制
- 北朝鮮：共和制（朝鮮労働党による一党制。サルトーリの分類に従えばヘゲモニー政党制。実際は世襲による専制政治）
- インドネシア共和国
- ベトナム社会主義共和国：共和制（ベトナム共産党による一党制。1988年までは衛星政党が存在した）
- ラオス人民民主共和国：共和制（ラオス人民革命党による一党制。）
- タイ王国：表面的には立憲君主制だが、憲法上は外見的立憲君主制。長らく続いた首都バンコク中心の政治に対して、地方を味方につけたタクシン派の台頭が政治混乱を巻き起こしている。
- ポーランド：共和制
- ペルー：共和制